# Феодосій III (архімандрит Печерський)
Феодосій III (д/н — 1197) — церковний діяч часів Великого князівства Київського.

## Життєпис
Відомостей про нього обмаль. Близько 1197 року після смерті архімандрита Києво-Печерського монастиря Василя I обирається новим настоятелем. Можливо користувався підтримкою князя Романа Мстиславича
Напевне у 1203 році внаслідок нападу половців на Київ — союзників овруцького князя Рюрика Ростиславича. Тоді Київ та монастир зокрема було суттєво пограбовано, а багатьох ченців вбито. Новим архімандритом після відходу половців та Рюрика з Ольговичами став Акіндин II.